# Giornata degl'ingannati

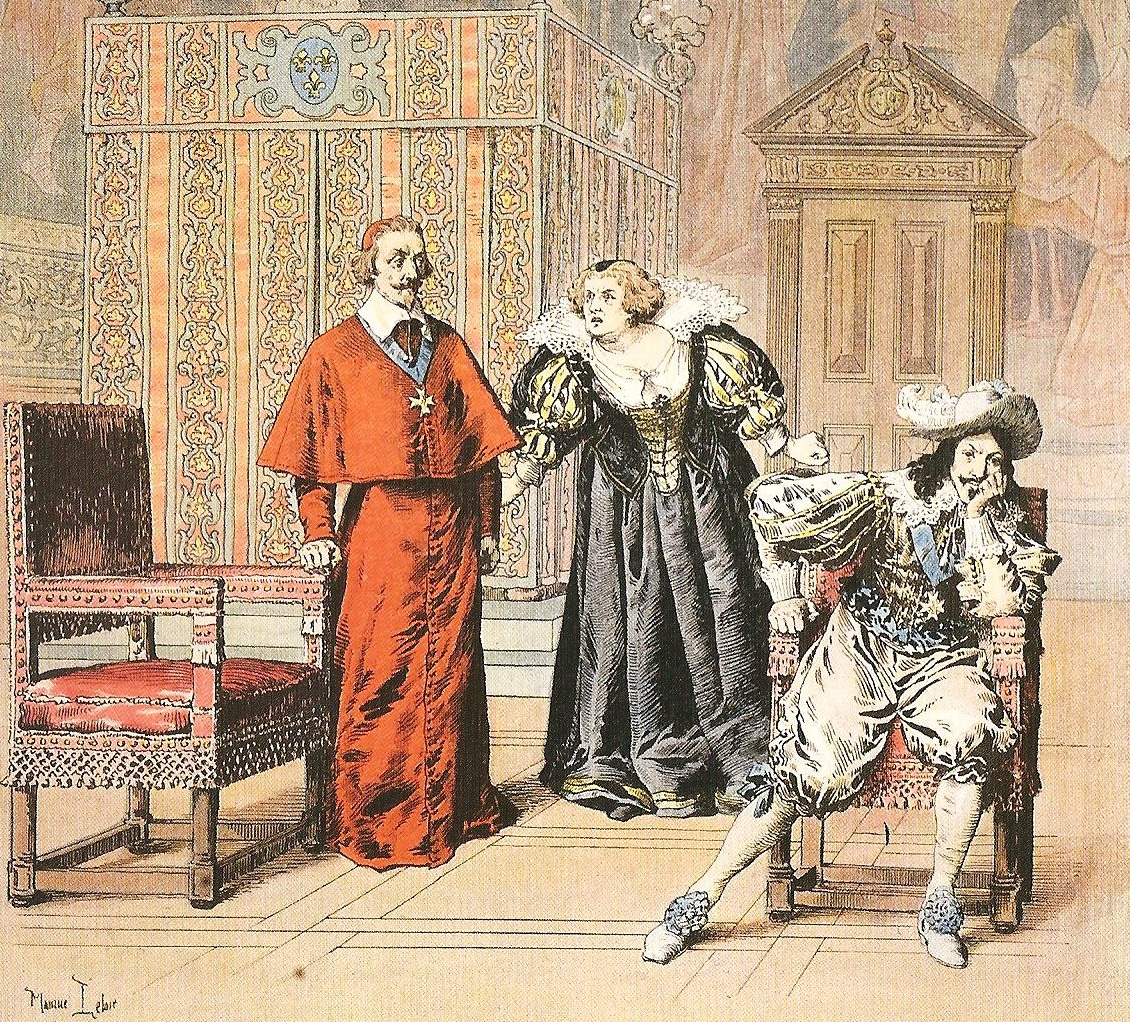
Il confronto tra Maria de' Medici, il cardinale Richelieu e Luigi XIII. Illustrazione di Maurice Leloir (1910)

Per giornata degli ingannati (in francese journée des dupes) si intende il breve periodo fra domenica 10 e lunedì 11 novembre del 1630, durante il quale il re di Francia Luigi XIII, contro tutte le attese, riconfermò la fiducia al suo ministro cardinale Richelieu, eliminando i suoi avversari politici e costringendo sua madre Maria de' Medici all'esilio.

## Contesto
Dopo aver ridotto l'indipendenza agli ugonotti francesi ed ottenuta la successione ereditaria del ducato di Mantova dal duca di Nevers (1580 – 1637), il cardinale Richelieu si alleò ai protestanti tedeschi per lottare contro i cattolici Asburgo. Ciò dispiacque al cosiddetto partito dei devoti (parti dévot) della corte, guidato dalla regina-madre Maria de' Medici e da Michel de Marillac, guardasigilli (Ministro della Giustizia) di Francia.
D'altro canto Gastone d'Orléans (1608 – 1660), fratello germano di Luigi XIII, volle approfittare della situazione per avanzare la sua candidatura al trono in nome della difesa dei privilegi dei grandi nobili del regno.

## Sviluppi
Ammalato a Lione, Luigi XIII diede alla madre, Maria de' Medici, che premeva per ottenere la rimozione del cardinale Richelieu dalla carica di Primo ministro, una risposta interlocutoria.
Tornato guarito a Parigi il re, la regina-madre, che non aveva ottenuto risposte soddisfacenti dal figlio sulla questione del cardinale, si sfogò dando corso al suo odio per il Richelieu con il figlio Luigi, durante un incontro al Palais de Luxembourg, che però fu interrotto dall'arrivo di M.me de Comballet, dame d'atour della regina-madre e nipote del Richelieu. La Comballet, ricevuta dapprima molto freddamente, fu ricoperta d'insulti dalla regina in modo tale che il re ne rimase scioccato al punto di quasi non reagire.
Uscita M.me de Comballet in lacrime, toccò al Richelieu essere ricevuto dalla regina ad insulti e dalla stessa esonerato dalle sue funzioni al momento del commiato. Il cardinale non batté ciglio. Il re parve aver lasciato sua madre al palazzo completamente esacerbato dal di lei comportamento. Il lunedì 11 novembre, nel corso di un vano tentativo da parte di Luigi XIII di riconciliare la madre con il suo ministro, la prima riprese la sua filippica, esigendo l'allontanamento del Richelieu e la sua sostituzione con Michel de Marillac nella carica di Primo Ministro.
Per non essere disturbata, la regina-madre fece sbarrare le porte impedendo al cardinale l'accesso al re per una riconciliazione. Ma il cardinale riuscì a raggiungere le camere della regina-madre, ove venne da questa nuovamente insultato. Egli parve talmente scosso dalla collera regale, da arrivare a inginocchiarsi in lacrime dinnanzi alla regina madre e baciarle i vestiti. Il re lasciò la scena senza degnare d'uno sguardo il cardinale in disgrazia, che si allontanò diretto al Petit Luxembourg preparandoli al suo allontanamento, e si recò al Castello di Versailles.
Questa duplice partenza fece ritenere al parti dévot ed a Maria de' Medici di aver finalmente riportato la loro vittoria, e già i cortigiani si felicitavano con il guardasigilli per il suo futuro incarico. Non è dato sapere se fu Monsieur de Tourville o il cardinale de la Valette che convinse il Richelieu a recarsi a Versailles per perorare la sua causa presso lo stesso re. Dopo un lungo colloquio con il Richelieu, Luigi XIII prese la decisione di eliminare l'opposizione alla sua volontà, dopo aver respinto una nuova proposta di dimissioni da parte del cardinale ed avergli riconfermata la sua fiducia.
Luigi convocò un consiglio, senza invitarvi Michel de Marillac che fu spedito a Glatigny, e nel corso del quale nominò  Charles de L'Aubespine, signore di Châteauneuf guardasigilli in luogo del Marillac, del quale ordinò l'arresto insieme a quello del fratello Louis de Marillac (1572 – 1632), maresciallo di Francia, nominato proprio la vigilia al comando dell'armata d'Italia L'indomani mattina il guardasigilli fu arrestato e condotto al Castello di Châteaudun ove morì il 7 agosto 1632. Maria de' Medici fu molto sorpresa nell'apprendere la notizia di quanto era successo e si ritirò nei suoi appartamenti rifiutando ogni tentativo di riconciliazione.
Esiliata a Compiègne nel febbraio del 1631, ne fuggì il 18 luglio per raggiungere i Paesi Bassi Spagnoli, mentre l'altro figlio, il principe  Gastone, duca d'Orléans si rifugiò alla corte del duca di Lorena, da dove continuò a complottare contro il fratello. Anche gli altri partecipanti alla congiura subirono le conseguenze del fallimento: il maresciallo Bassompierre fu imprigionato alla Bastiglia, da dove uscì solo nel 1643; il duca di Guisa preferì chiedere l'autorizzazione a partire per un pellegrinaggio in Italia, dalla quale non tornerà più.
Di fronte ad un tale sconvolgimento della situazione  Guillaume Bautru, conte di Serrant (1588 – 1665) esclamò la famosa frase che passò alla storia dando il nome alla congiura:  «C'est la journée des dupes!» (È la giornata degl'ingannati!). Benché teatrale nel suo svolgimento la “congiura degl'ingannati” ebbe comunque un'importanza fondamentale poiché ebbe l'effetto di rinsaldare i rapporti che univano Luigi XIII al suo ministro, le cui opinioni politiche non incontrarono più opposizioni nell'ambito del Consiglio reale.